# Rue Van Hove
Pour les articles homonymes, voir Van Hove.
La rue Van Hove (en néerlandais : Van Hovestraat) est une rue bruxelloise de la commune de Schaerbeek qui va de la rue de la Consolation à l'avenue Paul Deschanel en passant par la rue Roelandts.
Elle prolonge la rue Verboeckhaven.

## Histoire et description
Cette rue porte le nom d'un ancien bourgmestre de Schaerbeek, Charles Van Hove, né à Bruxelles le 15 mai 1787 et décédé à Schaerbeek le 23 novembre 1854.

D'autres voies ont reçu le nom d'un ancien bourgmestre schaerbeekois :
- place Colignon
- avenue et place Dailly
- avenue Docteur Dejase
- avenue Raymond Foucart
- rue Geefs
- place Général Meiser
- rue Goossens
- rue Herman
- avenue Huart Hamoir
- rue Guillaume Kennis
- rue Ernest Laude
- rue Massaux
- boulevard Auguste Reyers

La numérotation des habitations va de 3 à 23 pour le côté impair, et de 4 à 38 pour le côté pair.

## Adresse notable
- no 26 : centre culturel